# Ruadh Stac Mòr
Der Ruadh Stac Mòr ist ein als Munro und Marilyn eingestufter, 918 m (3.012 ft) hoher Berg in den schottischen Highlands. Sein gälischer Name kann in etwa mit Großer roter Gipfel oder Großer roter steiler Berg übersetzt werden. Er liegt im Fisherfield Forest in den Northwest Highlands, gut zehn Kilometer nördlich von Kinlochewe.
In der auch als „Great Wilderness“ bezeichneten, unbesiedelten rauen Bergwelt des Fisherfield Forest ist der Ruadh Stac Mòr der niedrigste Munro. Gemeinsam mit dem benachbarten, 967 m (3.173 ft) hohen A’ Mhaighdean zählt er zu den entlegensten und am schwierigsten zu erreichenden Munros. Vom südwestlich liegenden A’ Mhaighdean ist der Ruadh Stac Mòr durch den Poll Eadar dha Stac, einen Sattel auf etwa 750 m Höhe getrennt. Sein länglicher Rücken erstreckt sich in etwa von Nordwest nach Südost und fällt mit Ausnahme seiner Nordostseite nach allen Seiten steil und teils felsdurchsetzt ab. Der Gipfel mit dem höchsten, durch einen Cairn markierten Punkt, in Form einer kleinen dreiseitigen Pyramide liegt im Südosten des Berges, oberhalb des Poll Eadar dha Stac. Nach Nordosten fällt der Ruadh Stac Mòr flach ab, auch nach Osten fällt er relativ moderat zum Gleann na Muice ab, im Süden besitzt er jedoch steilere, felsige Partien. 

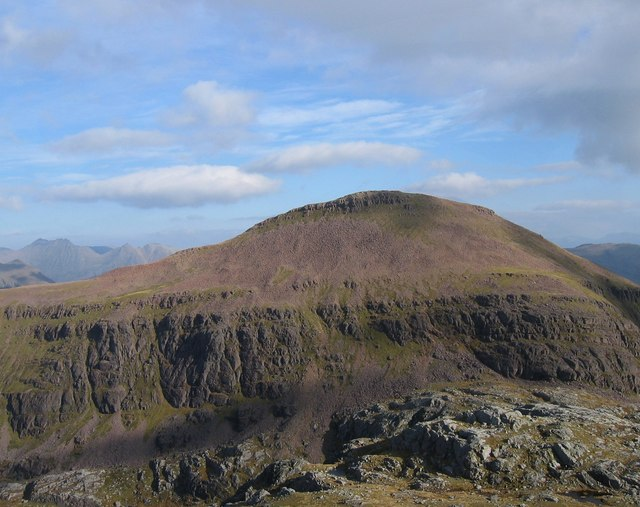
Blick vom A’ Mhaighdean zum breiten Massiv des Ruadh Stac Mòr
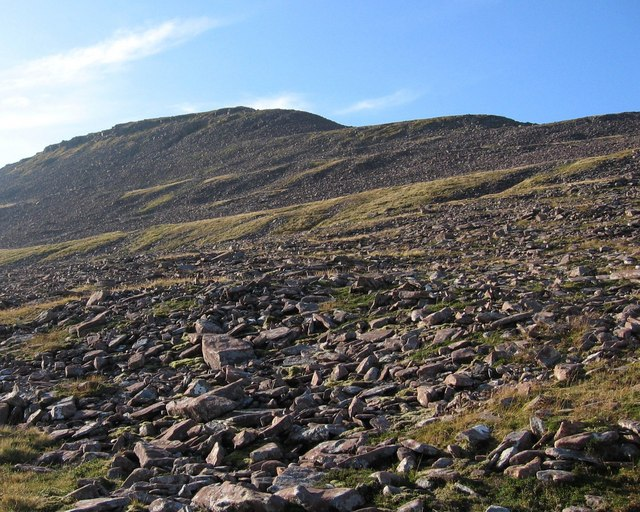
Blick auf die Ostseite des Ruadh Stac Mòr
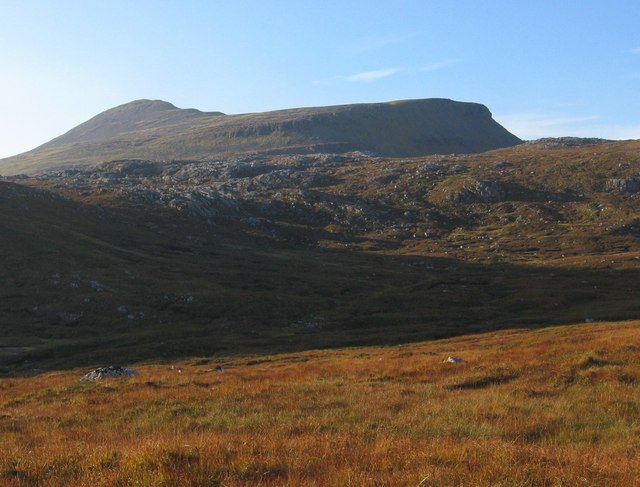
Der Ruadh Stac Mòr von Norden
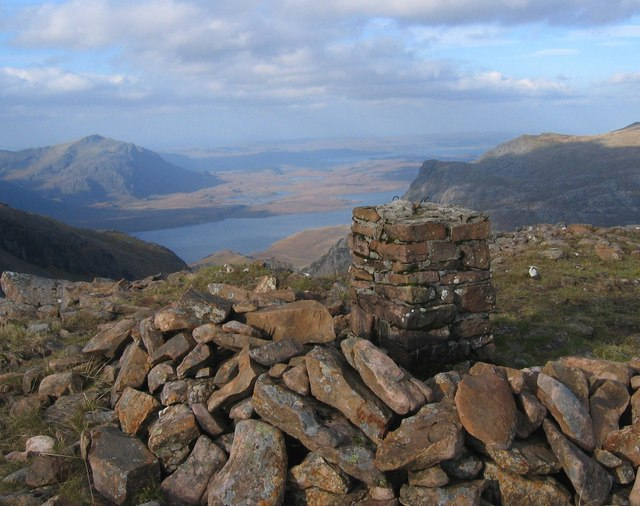
Der Gipfelcairn des Ruadh Stac Mòr, im Hintergrund der Fionn Loch

Der Fisherfield Forest weist seit den Highland Clearances keine Siedlungen mehr auf und liegt weitab öffentlicher Straßen. Seine Berge zählen daher zu den entlegensten und am schwierigsten zu erreichenden Gipfelzielen in Schottland. Kinlochewe als nächste Ortschaft ist in Luftlinie gut zwölf Kilometer südlich entfernt, der teils weglose Zustieg erfordert mindestens 15 km einfache Strecke. Aus den anderen Richtungen sind teils deutlich längere Anmärsche bis zum Fuß des Berges erforderlich. Im Regelfall ist eine Besteigung des Ruadh Stac Mòr daher nur mit einem Biwak oder einer Übernachtung in einer der wenigen Bothies des Fisherfield Forest zu bewältigen. Aus Richtung Süden wird in der Regel ein Biwak am Ufer des südwestlich liegenden Lochan Fada genutzt. Ausgangspunkt ist Kinlochewe, bis zum Lochan Fada kann entweder das Gleann Bianasdail am Fuß des Slioch oder der Weg über die Heights of Kinlochewe genutzt werden. Vom Lochan Fada führt der Anstieg weglos über die Ostflanke des A’ Mhaighdean zum Poll Eadar dha Stac. Von dort ist der Gipfel mit einem steilen Anstieg durch die felsige Südwestseite des Ruadh Stac Mòr erreichbar. Aus Richtung Norden kann die Bothy Shenavall genutzt werden, die über etwa acht Kilometer Fußmarsch von einem Parkplatz an der A832 bei Dundonnell House erreichbar ist. Über das Gleann na Muice Beag, ein Seitental des Gleann na Muice, ist die flache Nordostseite des Bergs erreichbar. Viele Munro-Bagger besteigen den Ruadh Stac Mòr im Rahmen einer von dieser Bothy ausgehenden Rundtour über weitere Munros des Fisherfield Forest, meistens gemeinsam mit dem A’ Mhaighdean und dem Beinn Tarsuinn. 